# Kanokogi Kazunobu

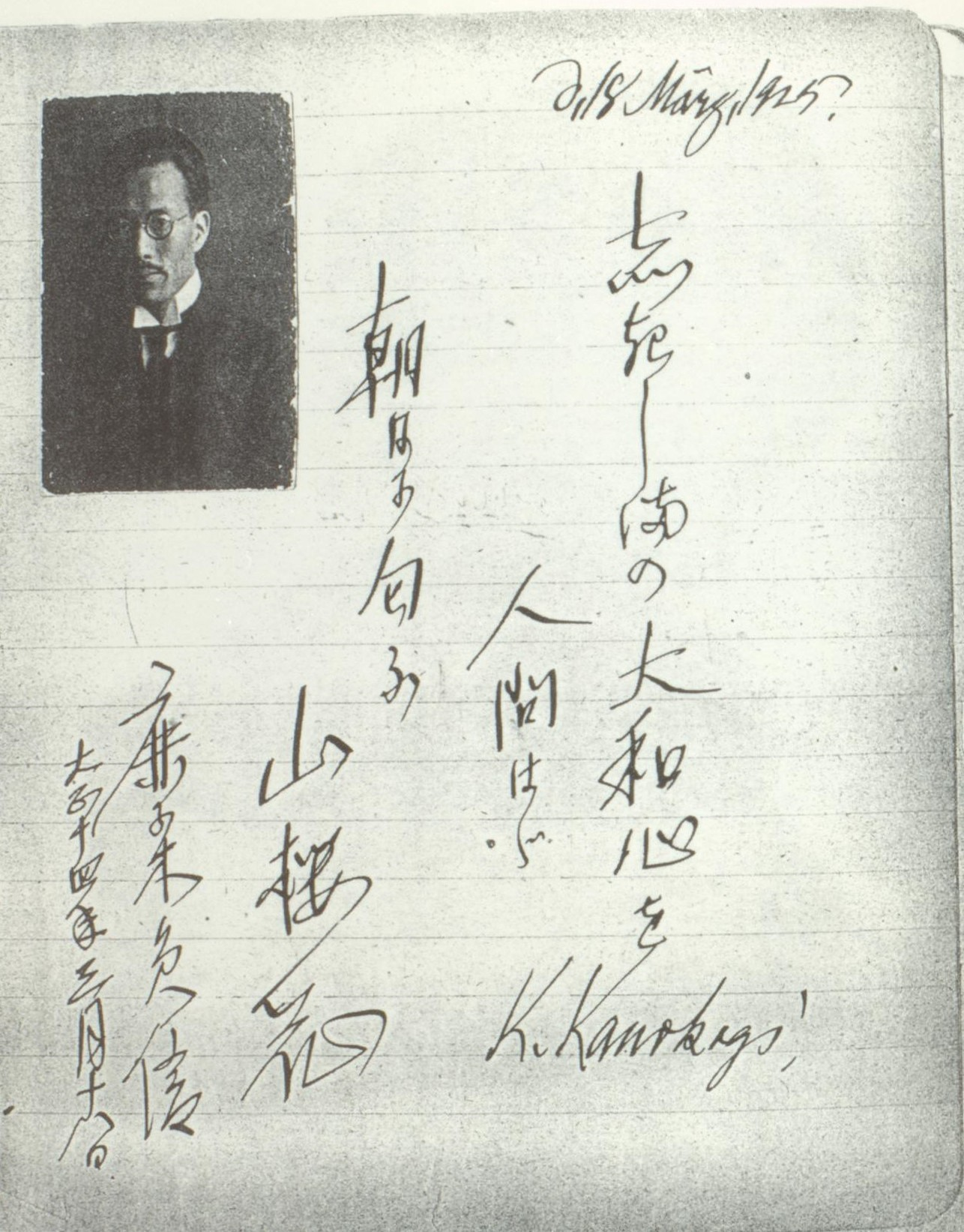
Eintrag im Gästebuch von Eugen Hoeflich in Wien, 18. März 1925 mit Gedicht von Motoori Norinaga

Kanokogi Kazunobu (japanisch 鹿子木 員信; geboren 3. November 1884 in der Präfektur Tokio; gestorben 23. Dezember 1949) war ein japanischer nationalistischer Religions- und Literaturwissenschaftler, der zeitweise in Deutschland lebte.

## Leben
Kanokogi Kazunobu stammte aus einem Samuraigeschlecht. Kanokogi konvertierte zum Christentum. Er schlug zunächst die Offizierslaufbahn bei der Marine ein und wurde 1904/1905 im Russisch-Japanischen Krieg eingesetzt. Er verließ den Militärdienst und studierte Theologie und Philosophie an der Universität Kyōto und in den USA am Union Theological Seminary in the City of New York (Bachelor of Divinity (BDiV)) und an der Columbia University (M.A.). 1912 wurde er an der Universität Jena bei Rudolf Eucken mit einer religionsphilosophischen Arbeit (Das Religiöse, ein religionsphilosophischer Versuch) promoviert. Kanokogi lernte in Jena Cornelia Zielinski (1889–1970), Tochter des polnischen Philologen Tadeusz Stefan Zieliński, kennen, die in Jena mit einer Dissertation über Friedrich von Hügel promoviert wurde, sie lebten fortan in Japan zusammen. Ihr Sohn Kanokogi Takehiko (1914–1992) war bei den Olympischen Sommerspielen 1936 Mitglied der japanischen Basketballmannschaft. Kanokogi heiratete später standesgemäß eine Frau aus der Familie Iwakura.
Von 1912 bis 1917 lehrte er Philosophie an der Keiō-Universität, von 1919 bis 1923 an der Universität Tokio und war von 1926 bis 1939 Professor in der Literarischen Abteilung der Kaiserlichen Universität Kyūshū. 
Kanokogi war radikaler japanischer Nationalist und Anhänger der panasiatischen Organisation Yūzonsha. Er war ein Verehrer Gandhis, von 1918 bis 1921 lebte er in Britisch-Indien, für die britische Kolonialverwaltung war er ein feindlicher Agent. Seine politischen Ansichten radikalisierten sich, auch in Anlehnung an Karl Haushofers nationalistische geopolitische Philosophie.
Kanokogi hielt sich wiederholt in Deutschland auf, leitete zusammen mit dem Japanologen Friedrich Max Trautz das 1925 in Berlin eingerichtete Japan-Institut und war 1929/32 Herausgeber der Zeitschrift Yamato der „Deutsch-Japanischen Arbeitsgemeinschaft“. 1925 war er vier Tage lang Gast bei Eugen Hoeflich in Wien, und sie tauschten sich über die japanische und die jüdische Panasienbewegung aus. In den Wintersemestern 1927/28 und 1928/29 hielt er Vorlesungen an der Berliner Universität, die er in dem Buch Der Geist Japans zusammenfasste.
Während des 1937 ausgebrochenen Japanisch-Chinesischen Krieges ließ er sich 1939 beurlauben, um als Generalsekretär und rechte Hand des Vorsitzenden des japanischen Schriftstellerverbandes Tokutomi Sohō Propagandaarbeit für die Kriegsziele zu leisten, und reiste dafür auch durch die besetzten Gebiete.
Nach Ende des Pazifikkriegs wurde Kanokogi am 17. November 1945 von der US-amerikanischen Besatzungsmacht auf die Liste der Klasse-A-Kriegsverbrecher gesetzt, die von einem Internationalen Gerichtshof wegen der Auslösung der kriegerischen Konflikte von 1931, 1937 und 1941 angeklagt werden sollten, wurde aber wegen seiner schlechten Gesundheit aus der Internierungshaft entlassen und auch nicht vor Gericht gebracht.

## Schriften (Auswahl)

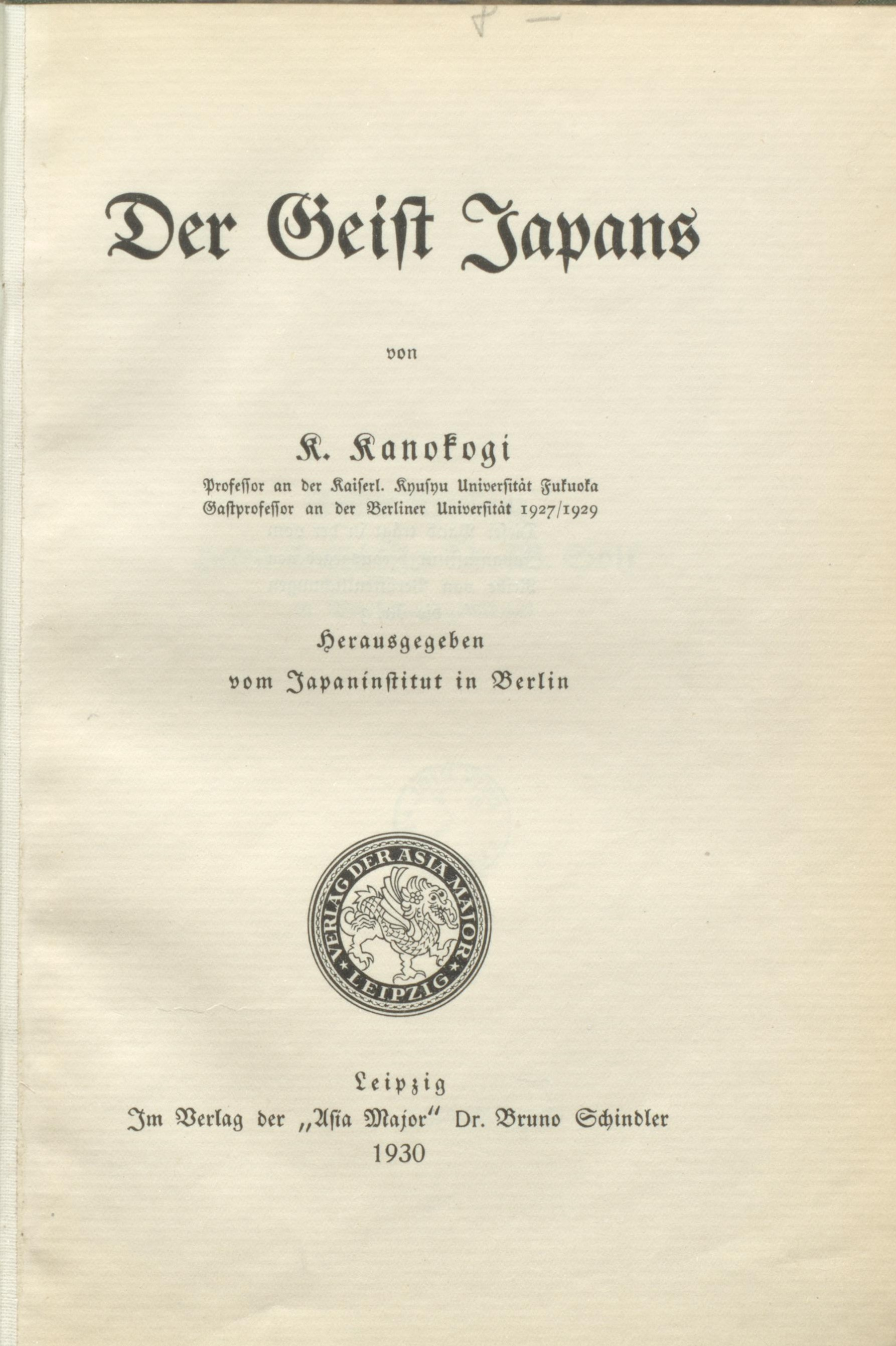
Der Geist Japans (1930)

- Das Religiöse. Ein religionsphilosophischer Versuch. Thomas & Hubert, Weida 1912, (Jena, Universität, Dissertation, 1912).
- Gandhi. Der Geist der indischen Revolution. Buchdruckerei Nerger & Co., Berlin-Charlottenburg 1924, (Die Aufsätze erschienen zuerst 1919 in japanischer Sprache in den Monatsschriften Tōhō jiron 東方時論 bzw. Kaizō 改造.).
- Der Geist Japans (= Japaninstitut. Veröffentlichungen. 3, ZDB-ID 1216250-4). Verlag der „Asia Major“, Leipzig 1930.